# Алберт Шестерньов
Алберт Щестерньов е съветски футболист, централен защитник. През цялата си кариера е играл за ЦСКА Москва. Дълги години си партнира в центъра на защитата на СССР и ЦСКА с Владимир Капличний, като според мнозина това е най-добрата защитна двойка в историята на съветския футбол.

## Кариера
Шестерньов играе в ЦСКА Москва през цялата си кариера – от 1959 до 1971. Дебютира на 17 години, а на 21 вече е капитан.
Записва 281 мача и 1 гол. Има 90 мача за СССР. В 67 от тях носи и капитанската лента.
През 1967 е включен в идеалния тим на СССР. Година по-късно играе за сборния отбор на света в контрола срещу Бразилия.
През 1970 е в десетте най-добри футболисти на планетата. През 1972 легендарният капитан е принуден да сложи край на кариерата си поради травми.
Попада 11 пъти в „Списък 33 най-добри“ – 8 пъти под номер 1 (от 1963 до 1966 и от 1968 до 1971), 2 пъти под номер 2 (1961, 1962) и веднъж под номер 3 (1967). Треньор на ЦСКА от 1973 до 1974 и от 1981 до 1983. От 1974 до 1981 е старши треньор на младежкия тим на московските армейци. Умира на 5 ноември 1994, само на 53 години.